# 바젤-빌/비엔 철도 노선
바젤-빌/비엔 철도 노선(Basel–Biel/Bienne railway line)은 독일어로 쥐라 철도(Jurabahn)라고도 불리며, 스위스 연방 철도와 BLS AG의 표준궤 철도 노선이다. 바젤 SBB에서 프랑스어를 사용하는 쥐라의 비르스강을 따라 들레몽과 빌/비엔까지 이어진다. 노선의 교통량은 공식 시간표의 표 230과 같다.

## 역사
이 노선은 베른 쥐라 철도(Chemins de fer du Jura bernois, JB)에 의해 여러 구간으로 건설되었으며, 베른 쥐라에서 운영되는 회사의 주요 노선을 형성했다. 빌-송스보-타반선(이후 우회되었으며, 현재 일부는 송스보-솜브발-무티 철도의 일부를 형성함)과 송스보-컨베르 지선(이는 라쇼드퐁까지 가는 선의 일부를 형성함)) 1874년 4월 30일 개통. 1875년 9월 23일에 바젤-들레몽 노선 개통 1877년 5월 24일 쿠-무티 구간의 시운전과 함께 빌에서 바젤까지의 지속적인 연결이 마침내 열렸다.
위에서 설명한 경로는 1915년 그렌센베르크 터널이 개통될 때까지 바젤에서 빌까지의 최단 철도 연결이었다. 제1차 세계 대전까지의 기간 동안 스위스와 프랑스 사이의 최북단 철도 연결은 델을  쥐라 철도의 바젤-들레몽 구간, 들레몽-델 철도, 벨포트-델 철도, 1871년 알자스와 함께 독일 제국에 양도되지 않은 동부 철도 회사의 파리-뮐루즈 철도의 나머지 부분을 이용했다.
소위 무티-렝나우 철도(Münster-Lengnau-Bahn, MLB)은 들레몽-빌 노선을 단축하고 빌에서 바젤 및 벨포르까지의 이동 시간을 단축하기 위해 건설되었다. 약 13km 길이의 라인은 기본적으로 거의 8.6km 길이의 단일 트랙 그렌센베르크 터널로 구성된다. 베른 알파인 철도 회사 베른-뢰치베르크-심플론은 뢰치베르크 노선에 대한 접근성을 개선하기 위해 MLB를 구축했다. 선로는 BLS가 소유하고 있지만, SBB는 1915년에 개통된 이래로 이곳에서 열차를 운행했다.
제2차 세계대전 이후 SNCF는 벨포르-뮐루즈-바젤 노선을 개량하여 델 경유 노선을 지역 지선으로 축소하였다. 벨포르-델선은 1992년에 여객 통행이 금지되었고 봉쿠르-델 국경 간 구간은 1996년에 이어졌다. LGV 라인-론 건설의 일환으로 프랑스 구간은 2018년 12월에 피더 노선으로 재활성화되었다. 봉쿠르-델 구간은 상징적인 이유로 2006년 12월에 재개장했다.

## 사고

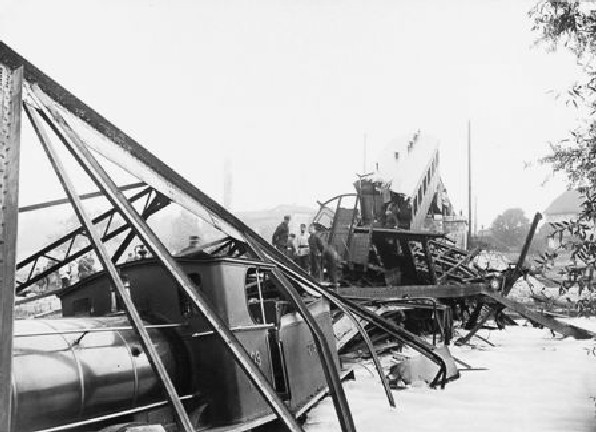
뮌헨슈타인의 교량 붕괴, 1891

현재까지 스위스 최악의 철도 참사는 1891년 6월 14일에 발생했다. 구스타베 에펠이 지은 비르스강 위의 철도 다리가 바젤에서 출발하는 기차 아래 뮌헨슈타인 마을 아래로 무너졌다. 3대의 객차와 2대의 기관차가 침수된 비르에 충돌했다. 78명이 사망하고 131명이 부상을 입었다. 사고의 원인은 교량의 부실한 유지보수와 점점 더 무거운 열차에 부적합한 버팀대의 좌굴이었다.
1974년 3월 26일, 수안데(Choindez)에 있는 세르베르 – 제네바 – 바젤 – 함부르크 급행열차는 식당 차량의 첫 번째 보기가 이중 선로의 왼쪽으로, 두 번째 보기가 이중 선로의 오른쪽으로 조향된 지점 세트를 통과했다. 식당차는 양쪽 선로에서 1km를 구르다가 짧은 복선인 수안데 I 터널을 통과했다. 평행한 단일 트랙 수안데 II 및 III 터널에서 식당차가 터널 사이의 암석에 충돌하여 2명의 독일인과 스위스인 1명이 사망하고 27명이 부상을 입었다.

## 노선
바젤에서 출발하는 노선은 볼프 화물 야드를 지나 비르섹 지역에서 뮌헨슈타인, 아를레스하임, 도르나흐 및 에쉬 교외를 지나간다. 여기에서 철도는 짧은 터널을 통해 안겐슈타인성 아래를 통과한다. 철도는 비르스강 남서쪽을 따라 글렐링겐까지 구불구불하다. 제1차 세계 대전과 제2차 세계 대전 중에 체실로흐 지역의 비르스강을 가로지르는 두 개의 철도 다리는 스위스 군대가 지키고 있었다. 병사들이 암벽에 새긴 비문과 연대의 문장이 아직까지 남아 있다. 넓어지는 라우펜 계곡을 달리며 라우펜을 통과하는 선 그리고 리스베르크는 프랑스어를 사용하는 쥐라주의 주도인 들레몽에 도착한다.
역사적인 들레몽 라운드하우스는 들레몽에 있다. 턴테이블이 있는 이 이전 기관차 차고/라운드하우스는 이제 역사적인 스위스 철도 차량의 구조, 복원 및 운영에 중점을 둔 역사 철도 회사(Historical Railway Company, HEG)의 고향이다. 들레몽–델 철도는 포랑트뤼 및 봉쿠르를 통과하는 역에서 분기된다. 2004년 12월부터 레기오 바젤 S-반의 S3 서비스에서 매시간 서비스를 제공하고 있다.
기차는 빌 방향으로 계속 가려면 역에서 후진해야 한다. 들레몽 평야를 벗어나면 쿠랑들린(Courrendlin)에 도달하고 그곳에서 수안데(Choindez)와 로슈의 절벽을 통과한다. 이 라인은 수많은 짧은 암석 노두가 있는 쥐라의 전형적인 협곡을 통과한다. 로슈와 무티 사이의 2km 구간에 9개가 있다. 가장 긴 터널은 길이가 60m이고 가장 짧은 터널은 길이가 7m에 불과하다. 무티 역은 현재 BLS의 일부인 졸로투른-뮌스터 철도(SMB)의 졸로투른-무티 철도로도 같은 쪽에서 도달할 수 있다.
무티 역은 타반과 송스보를 거쳐 빌까지 운행하는 원래 쥐라 철도와 그렌헨을 통해 빌까지 운행하는 새로운 무티-렝나우 철도(MLB)와 같은 방향으로 연결된다. MLB 노선의 기차가 무티 남쪽에 있는 8,578m 길이의 그렌센베르크 터널을 통과하면 그렌헨 노르드역에 도착한다. MLB 노선은 SBB의 쥐라 풋 철도의 일부인 렝나우의 올텐-졸로투른-빌 노선과 합류하여 빌까지 운행한다.